# こうもりが飛ぶ前に…
『 こうもりが飛ぶ前に… 』（ 原題： Mielott befejezi röptét a denevér 、英：Before the Bat's Flight Is Done ）は、1988年に製作されたハンガリーの映画。
第39回ベルリン国際映画祭コンペティション部門出品作品。

## キャスト
- ハイナル：ボドナール・エリカ
- タルドーシュ：マーテー・ガーボル
- ロベルト：サントス・ロベルト[1]